# Karl Harrer
Karl Harrer (ur. 8 października 1890 w Beilngries, zm. 5 września 1926 w Monachium) – niemiecki dziennikarz sportowy i polityk, w 1919 należał do grona założycieli Niemieckiej Partii Robotniczej (DAP), która rok później przekształciła się w NSDAP. 

## Życiorys
Był członkiem okultystycznego Towarzystwa Thule, które wyznaczyło mu misję założenia politycznego kółka dyskusyjnego dla robotników (Politischer Arbeiterzirkel). Zadanie to wykonał wspólnie ze ślusarzem Antonem Drexlerem w listopadzie 1918 roku. 
Kilkudziesięciu członków kółka weszło następnie w skład powołanej 5 stycznia 1919 partii DAP. Do kierownictwa partii – oprócz Harrera i Drexlera – weszli Gottfried Feder i Dietrich Eckart, a Harrer został przewodniczącym partii. Jednakże jego wizja prowadzenia tajnej działalności ugrupowania nie zgadzała się z planami Adolfa Hitlera. Hitler chciał organizować masowe imprezy polityczne, Harrer był przeciwny takiej strategii, chciał by DAP było raczej klubem dyskusyjnym dla wtajemniczonych. Do końca 1919 rywalizacja między nimi zaostrzyła się. Harrer oskarżał Hitlera o megalomanię. Ostatecznie zdecydował się zrezygnować ze wszystkich stanowisk partyjnych. Na skutek nacisku Hitlera 5 stycznia 1920 opuścił szeregi NSDAP. Kierownictwo objął dotychczasowy wiceprezes Drexler, a w 1921 sam Hitler.